# Férfi kajak kettes 1000 méter az 1992. évi nyári olimpiai játékokon
Az 1992. évi nyári olimpiai játékokon a kajak-kenu férfi kajak kettes 1000 méteres versenyszámát augusztus 4. és 8. között rendezték Castelldefels-ben.

## Versenynaptár
| Dátum                         | Forduló  |
| ----------------------------- | -------- |
| 1992. augusztus 4., kedd      | Előfutam |
| 1992. augusztus 4., kedd      | Vigaszág |
| 1992. augusztus 6., csütörtök | Elődöntő |
| 1992. augusztus 8., szombat   | Döntő    |

## Eredmények
Az időeredmények másodpercben értendők. A rövidítések jelentése a következő:
| - Q: továbbjutás helyezés alapján - q: továbbjutás időeredmény alapján | - R: vigaszágon folytathatta - DNF: nem ért célba |

### Előfutamok
Az előfutamokból az első két helyezett automatikusan az elődöntőbe jutott, a többiek a vigaszágra kerültek.
| Helyezés | Név                                                        | Nemzet                        | Idő      | Mj       |
| 1. futam | 1. futam                                                   | 1. futam                      | 1. futam | 1. futam |
| -------- | ---------------------------------------------------------- | ----------------------------- | -------- | -------- |
| 1.       | Florintin Tataru Alexandru Popa                            | Románia (ROU)                 | 3:19,52  | Q        |
| 2.       | Kenneth Padvaiskas Jason Rusu                              | Kanada (CAN)                  | 3:21,09  | Q        |
| 3.       | José Antonio Silva Joaquim Queiróz                         | Portugália (POR)              | 3:22,46  | R        |
| 4.       | Antoon De Brauwer Bart Stalmans                            | Belgium (BEL)                 | 3:23,48  | R        |
| 5.       | James Block Reuben Burgess                                 | Nagy-Britannia (GBR)          | 3:24,16  | R        |
| 6.       | Willem van Riet Barry Hayward                              | Dél-afrikai Köztársaság (RSA) | 3:29,38  | R        |
| 7.       | Abdul Razak Abdul Karim                                    | Indonézia (INA)               | 3:29,88  | R        |
| 8.       | Luk Kwok Sun Chung Chi Lok                                 | Hongkong (HKG)                | 3:50,30  | R        |
| 2. futam |                                                            |                               |          |          |
| 1.       | Kay Bluhm Torsten Gutsche                                  | Németország (GER)             | 3:13,36  | Q        |
| 2.       | Juan José Román Juan Sánchez                               | Spanyolország (ESP)           | 3:21,64  | Q        |
| 3.       | Paolo Luschi Daniele Scarpa                                | Olaszország (ITA)             | 3:28,24  | R        |
| 4.       | Grzegorz Kotowicz Dariusz Białkowski                       | Lengyelország (POL)           | 3:30,92  | R        |
| 5.       | Alan Carey Conor Holmes                                    | Írország (IRL)                | 3:35,03  | R        |
| 6.       | Alvaro Koslowski Jefferson Lacerda                         | Brazília (BRA)                | 3:48,59  | R        |
| 3. futam |                                                            |                               |          |          |
| 1.       | Peter Ribe Thomas Roander                                  | Norvégia (NOR)                | 3:18,02  | Q        |
| 2.       | Ian Ferguson Paul MacDonald                                | Új-Zéland (NZL)               | 3:18,47  | Q        |
| 3.       | Bártfai Krisztián Rajna András                             | Magyarország (HUN)            | 3:18,52  | R        |
| 4.       | Angel Pérez Marlo Marcheco                                 | Kuba (CUB)                    | 3:19,83  | R        |
| 5.       | Philippe Boccara Pascal Boucherit                          | Franciaország (FRA)           | 3:26,81  | R        |
| 6.       | Srđan Marilović Žarko Vekić                                | Független résztvevők (IOP)    | 3:31,69  | R        |
| 4. futam |                                                            |                               |          |          |
| 1.       | Gunnar Olsson Karl Sundqvist                               | Svédország (SWE)              | 3:12,19  | Q        |
| 2.       | Greg Barton Norman Bellingham                              | Egyesült Államok (USA)        | 3:15,74  | Q        |
| 3.       | René Kučera Petr Hruška                                    | Csehszlovákia (TCH)           | 3:17,86  | R        |
| 4.       | Ivan Kireyev Anatoly Tyurin                                | Egyesített Csapat (EUN)       | 3:19,67  | R        |
| 5.       | Danny Collins Andrew Trim                                  | Ausztrália (AUS)              | 3:24,02  | R        |
| 6.       | Jan-Dirk Nijkamp Marcus Weijzen                            | Hollandia (NED)               | 3:31,52  | R        |
|          | Csu Dzsonggvan (Ju Jong-Gwan) Pak Kidzsong (Park Gi-Jeong) | Dél-Korea (KOR)               | DNF      |          |

### Vigaszág
A vigaszág futamaiból az első három helyezett, valamint a legjobb időt elérő negyedik helyezett jutott az elődöntőbe.
| Helyezés | Név                                  | Nemzet                        | Idő      | Mj       |
| 1. futam | 1. futam                             | 1. futam                      | 1. futam | 1. futam |
| -------- | ------------------------------------ | ----------------------------- | -------- | -------- |
| 1.       | Paolo Luschi Daniele Scarpa          | Olaszország (ITA)             | 3:15,34  | Q        |
| 2.       | Angel Pérez Marlo Marcheco           | Kuba (CUB)                    | 3:18,01  | Q        |
| 3.       | James Block Reuben Burgess           | Nagy-Britannia (GBR)          | 3:19,78  | Q        |
| 4.       | Danny Collins Andrew Trim            | Ausztrália (AUS)              | 3:20,18  |          |
| 5.       | Srđan Marilović Žarko Vekić          | Független résztvevők (IOP)    | 3:38,17  |          |
| 2. futam |                                      |                               |          |          |
| 1.       | Grzegorz Kotowicz Dariusz Białkowski | Lengyelország (POL)           | 3:15,58  | Q        |
| 2.       | Ivan Kireyev Anatoly Tyurin          | Egyesített Csapat (EUN)       | 3:17,04  | Q        |
| 3.       | Philippe Boccara Pascal Boucherit    | Franciaország (FRA)           | 3:18,13  | Q        |
| 4.       | José Antonio Silva Joaquim Queiróz   | Portugália (POR)              | 3:18,42  | q        |
| 5.       | Jan-Dirk Nijkamp Marcus Weijzen      | Hollandia (NED)               | 3:20,18  |          |
| 6.       | Abdul Razak Abdul Karim              | Indonézia (INA)               | 3:26,64  |          |
| 7.       | Alvaro Koslowski Jefferson Lacerda   | Brazília (BRA)                | 3:31,45  |          |
| 3. futam |                                      |                               |          |          |
| 1.       | Bártfai Krisztián Rajna András       | Magyarország (HUN)            | 3:18,80  | Q        |
| 2.       | René Kučera Petr Hruška              | Csehszlovákia (TCH)           | 3:19,57  | Q        |
| 3.       | Antoon De Brauwer Bart Stalmans      | Belgium (BEL)                 | 3:21,73  | Q        |
| 4.       | Willem van Riet Barry Hayward        | Dél-afrikai Köztársaság (RSA) | 3:24,15  |          |
| 5.       | Alan Carey Conor Holmes              | Írország (IRL)                | 3:27,48  |          |
| 6.       | Luk Kwok Sun Chung Chi Lok           | Hongkong (HKG)                | 3:45,63  |          |

### Elődöntő
Az elődöntő futamaiból az első négy helyezett, valamint a legjobb időt elérő ötödik helyezett jutott a döntőbe.
| Helyezés | Név                                  | Nemzet                  | Idő      | Mj       |
| 1. futam | 1. futam                             | 1. futam                | 1. futam | 1. futam |
| -------- | ------------------------------------ | ----------------------- | -------- | -------- |
| 1.       | Gunnar Olsson Karl Sundqvist         | Svédország (SWE)        | 3:16,66  | Q        |
| 2.       | Grzegorz Kotowicz Dariusz Białkowski | Lengyelország (POL)     | 3:18,55  | Q        |
| 3.       | René Kučera Petr Hruška              | Csehszlovákia (TCH)     | 3:19,75  | Q        |
| 4.       | Juan José Román Juan Sánchez         | Spanyolország (ESP)     | 3:20,30  | Q        |
| 5.       | Philippe Boccara Pascal Boucherit    | Franciaország (FRA)     | 3:21,02  |          |
| 6.       | Peter Ribe Thomas Roander            | Norvégia (NOR)          | 3:21,76  |          |
| 7.       | Kenneth Padvaiskas Jason Rusu        | Kanada (CAN)            | 3:24,14  |          |
| 8.       | Antoon De Brauwer Bart Stalmans      | Belgium (BEL)           | 3:25,96  |          |
| 9.       | Angel Pérez Marlo Marcheco           | Kuba (CUB)              | 3:26,18  |          |
| 2. futam |                                      |                         |          |          |
| 1.       | Kay Bluhm Torsten Gutsche            | Németország (GER)       | 3:17,64  | Q        |
| 2.       | Greg Barton Norman Bellingham        | Egyesült Államok (USA)  | 3:17,93  | Q        |
| 3.       | Paolo Luschi Daniele Scarpa          | Olaszország (ITA)       | 3:18,52  | Q        |
| 4.       | Bártfai Krisztián Rajna András       | Magyarország (HUN)      | 3:19,28  | Q        |
| 5.       | Ian Ferguson Paul MacDonald          | Új-Zéland (NZL)         | 3:19,89  | q        |
| 6.       | Ivan Kireyev Anatoly Tyurin          | Egyesített Csapat (EUN) | 3:21,62  |          |
| 7.       | Florintin Tataru Alexandru Popa      | Románia (ROU)           | 3:22,45  |          |
| 8.       | José Antonio Silva Joaquim Queiróz   | Portugália (POR)        | 3:22,75  |          |
| 9.       | James Block Reuben Burgess           | Nagy-Britannia (GBR)    | 3:23,77  |          |

### Döntő
| Helyezés | Név                                  | Nemzet                 | Idő     | Mj |
| -------- | ------------------------------------ | ---------------------- | ------- | -- |
| Arany    | Kay Bluhm Torsten Gutsche            | Németország (GER)      | 3:16,10 |    |
| Ezüst    | Gunnar Olsson Karl Sundqvist         | Svédország (SWE)       | 3:17,70 |    |
| Bronz    | Grzegorz Kotowicz Dariusz Białkowski | Lengyelország (POL)    | 3:18,86 |    |
| 4.       | Greg Barton Norman Bellingham        | Egyesült Államok (USA) | 3:19,26 |    |
| 5.       | Paolo Luschi Daniele Scarpa          | Olaszország (ITA)      | 3:20,34 |    |
| 6.       | Bártfai Krisztián Rajna András       | Magyarország (HUN)     | 3:20,71 |    |
| 7.       | René Kučera Petr Hruška              | Csehszlovákia (TCH)    | 3:23,12 |    |
| 8.       | Ian Ferguson Paul MacDonald          | Új-Zéland (NZL)        | 3:26,84 |    |
| 9.       | Juan José Román Juan Sánchez         | Spanyolország (ESP)    | 3:29,60 |    |